# Nosturi

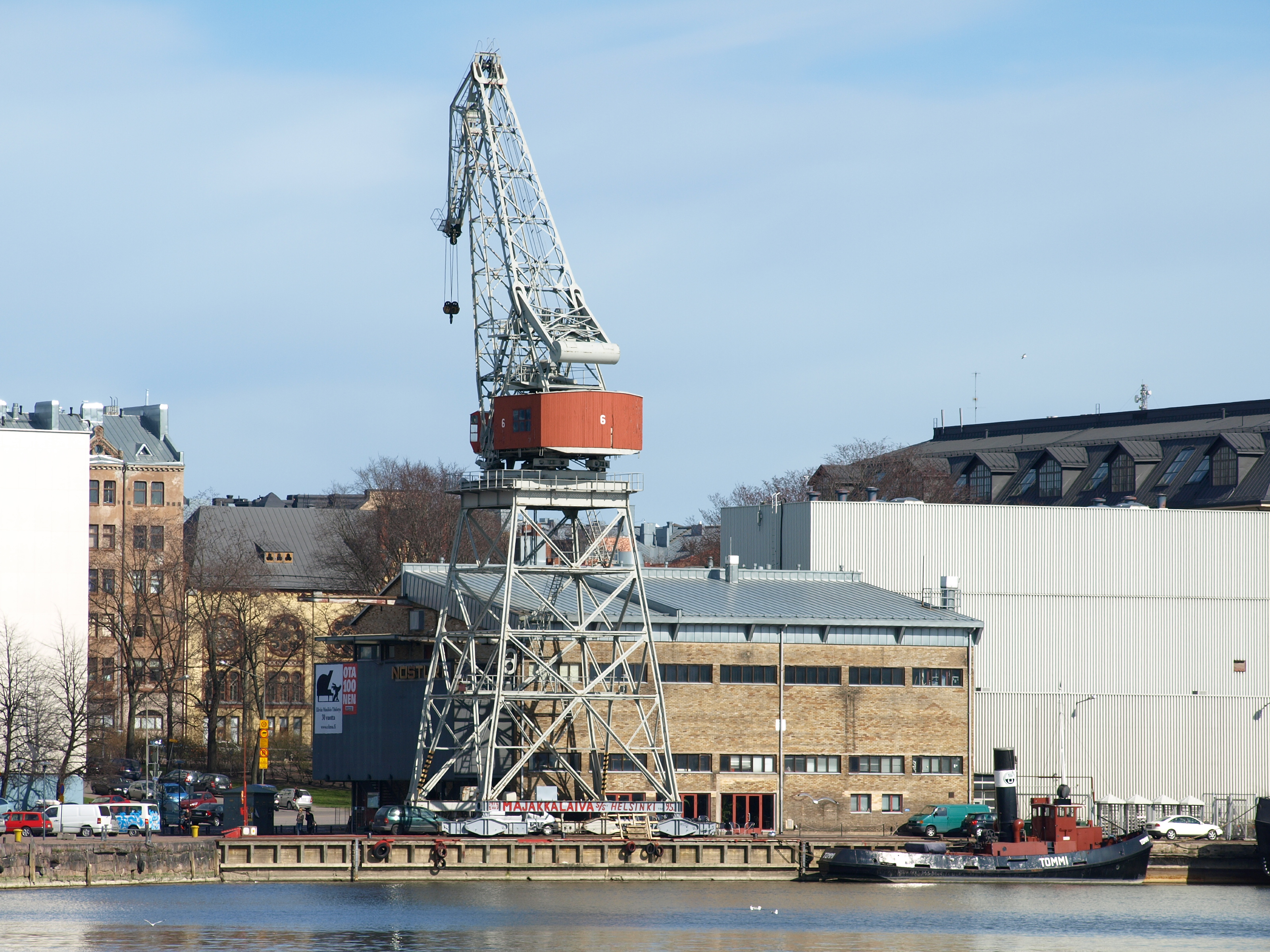
Nosturi met de naamgevende 'nosturi'

Nosturi (Fins voor "kraan") is een cultuurcentrum, muziekzaal en nachtclub in het district Punavuori van de Finse hoofdstad Helsinki. Het is eigendom van de Vereniging voor Livemuziek (Elävän musiikin yhdistys, ELMU).
De zaal bevindt zich aan de zeekust in het district Hietalahti naast de haven van Helsinki in een oud gebouw van een goederenterminal. De naam is afkomstig van de oude 'Hietalahti-kraan nummer 6, die ernaast staat. Er worden vaak live muziekfestivals gehouden. De ELMU is in Nosturi gevestigd sinds 1999 (daarvoor in het cultuurcentrum Lepakko).